# Ділянка прискореної еволюції генів людини 1

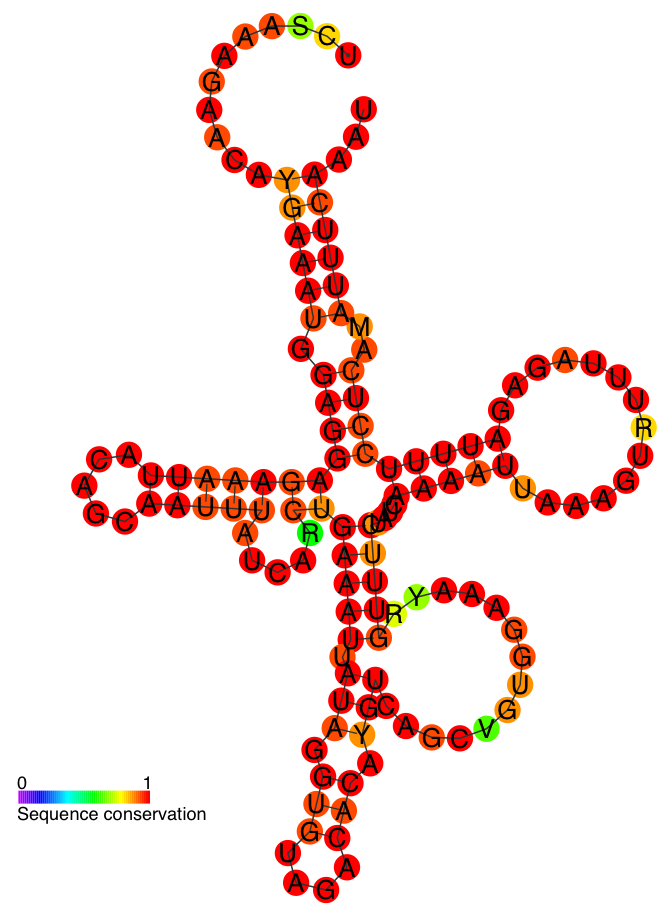
Передбачена вторинна структура і послідовність HAR1A

В молекулярній біології, ділянка прискореної еволюції 1 (англ. Human accelerated region 1, HAR1) — це частина геному, що розміщена в хромосомі 20 геному людини. Являється одним із представників ділянок прискореної еволюції генів людини. Із цієї ділянкою асоційовані два гени, що кодують довгі некодуючі РНК: HAR1A (HAR1F) та HAR1B (HAR1R). Ці гени транскрибуються в протилежних напрямках та мають по одному екзону, що перекриваються між собою та HAR1. Сам HAR1 має розмір в 118 пар основ та містить 18 нуклеотидних замін, що специфічні для людини.

## HAR1A
Встановлено, що HAR1A експресується разом з риліном під час ембріонального розвитку в клітинах Кахаля-Ретціуса. Ген експресуватись з сьомого по дев'ятнадцятий тиждень вагітності в дорзальній частині кінцевого мозку плоду, що дає початок корі головного мозку. Також цей ген експресується в гіпокампі, що розвивається, мозочку та довгастому мозку.
Усі 18 нуклеотидних замін призвели до заміни слабких AT пар (мають два водневі зв'язки) на сильні GC пари (мають три водневі зв'язки), що призвело до зміни вторинної структури РНК продукту. Змінена РНК (людська) має форму листка конюшини, в порівнянні із незміненою (шимпанзе, наприклад), що має нестійку форму шпильки для волосся.
Відомо, що довгі некодуючі РНК беруть участь у регуляції транскрипції, трансляції, модифікації гістонів та їх ремоделювання. Ці функції вони здійснюють шляхом рекрутування в місце дії відповідних білків. У випадку транскрипції, РНК-полімераза може мати низьку власну специфічність до промотору й, відповідно, ініціація транскрипції є малоймовірною подією. Проте, за присутності довгої некодуючої РНК у комплексі із транскрипційними факторами, чи без них, спорідненість РНК-полімерази до промотору може зрости й, тим самим, збільшиться ймовірність початку транскрипції. Отже, зміна вторинної структури РНК, що бере участь в регуляції експресії генів, ймовірно, може призвести до зміну патерну експресії генів.
Деякі вчені пов'язують роль цього гену у виникненні шизофренії, але наразі не виявлено підтвердження даного припущення.

## HAR1B
Цей ген майже не експресується в мозку під час ембріонального розвитку (експресія в 50 разів менша ніж в HAR1A). Щодо, мозку зрілої людини, то він експресується в лобовій частці, гіпокампі та в мозочку.